# ?! (album)
Pour l’article homonyme, voir ?! pour le signe de ponctuation.
Albums de Caparezza
La zappa sui piedi
(1999) Verità supposte
(2003)
Singles
1. Tutto ciò che c'è
Sortie : 2000
2. La fitta sassaiola dell'ingiuria
Sortie : 2000
3. Chi c*zzo me lo fa fare
Sortie : 2000
4. La gente originale
Sortie : 2001

?! (prononcé : Punto interrogativo punto esclamativo, prononcé : [ˈpun.to e.skla.ma.ˈti.vo ˈpun.to in.ter.ro.ɡa.ˈti.vo], littéralement : « Point d'interrogation Point d'exclamation ») est le premier album studio du rappeur italien CapaRezza, publié en 2000 par le label Extra et ensuite par Virgin, après deux albums publiés sous l'ancien nom de scène MikiMix.

## Description
Il s'agit de la première sortie officielle du rappeur après l'arrêt de son activité musicale sous le nom de MikiMix. Le disque se compose de quatorze titres, dont beaucoup sont des reprises de morceaux publiés à l'origine dans les deux démos de Caparezza, Ricomincio da Capa et Zappa. Le disque se caractérise également par la présence de divers échantillons : Intro contient un fragment de Guida nel suono a tre dimensioni del Sei Fasi Superstereo, Tutto ciò che c'è un extrait de La filastrocca de Raoul Casadei et La fitta sassaiola dell'ingiuria une partie de Confessioni di un malandrino d'Angelo Branduardi.

## Singles
Afin de promouvoir ?!, le single Tutto ciò che c'è est sorti, accompagné de son clip vidéo. En 2000, les singles La fitta sassaiola dell'ingiuria (également accompagné d'un clip réalisé par Francesco Cabras et Alberto Molinari), Chi c*zzo me lo fa fare et La gente originale (celui-ci en 2001) sont également sortis.

## Critique
Dans une critique de l'album pour AllMusic, Jason Birchmeier a écrit : « Le rappeur italien lance ses rimes avec autant d'aisance et de dextérité que ses pairs américains tout au long de l'album. [...] La maîtrise du dialecte italien par Caparezza [rend] cet album si étonnant ».

## Liste des titres
Toutes les chansons sont écrites et composées par Michele Salvemini.
| No  | Titre                            | Notes | Durée |
| --- | -------------------------------- | --- | ----- |
| 1.  | Intro                            | Démo d'origine : Zappa.                                                                                      | 1:17  |
| 2.  | Mea culpa                        | Démo d'origine : Ricomincio da Capa.                                                                         | 4:01  |
| 3.  | Tutto ciò che c'è                | Démo d'origine : Zappa. Traduction : « Tout ce qu'il y a ».                                                  | 2:50  |
| 4.  | Mammiamiamamma                   | Démo d'origine : Zappa. Également écrit Mammamiamammà.                                                       | 3:44  |
| 5.  | La gente originale               | Démo d'origine : Zappa. Traduction : « Les gens originels ».                                                 | 3:48  |
| 6.  | Il conflitto                     | Traduction : « Le conflit ».                                                                                 | 3:54  |
| 7.  | Fuck the Violenza                | Démo d'origine : Zappa. Traduction : « Merde la violence ».                                                  | 3:35  |
| 8.  | Ti clonerò                       | Démo d'origine : Mi è impossibile . Traduction : « Je te clonerai ».                                         | 4:15  |
| 9.  | La fitta sassaiola dell'ingiuria | Traduction : « La dense lapidation mutuelle de l'injure ».                                                   | 4:05  |
| 10. | Chi c*zzo me lo fa fare          | Démo d'origine : Zappa. Traduction : « Qui m'oblige à faire ça, p*tain ? ». Également écrit Chi c*zzo me lo. | 4:01  |
| 11. | Mi è impossibile                 | Démo d'origine : Ricomincio da Capa. Traduction : « Il m'est impossible ».                                   | 3:55  |
| 12. | Uomini di molta fede             | Démo d'origine : Zappa. Traduction : « Hommes de grande fois ».                                              | 4:16  |
| 13. | Cammina solo                     | Traduction : « Marche seul ».                                                                                | 4:23  |
| 14. | Dindalè dindalò                  | Démo d'origine : Zappa. Contient un morceau caché sans titre.                                                | 4:23  |

## Crédits
- CapaRezza : Chant, bases, production.
- DJ Jan : Scratch.
- Ennio Salvemini : Guitare dans Mea culpa.
- Daniele Saracino : Enregistrement, mixage.